# Kerstiaen de Keuninck

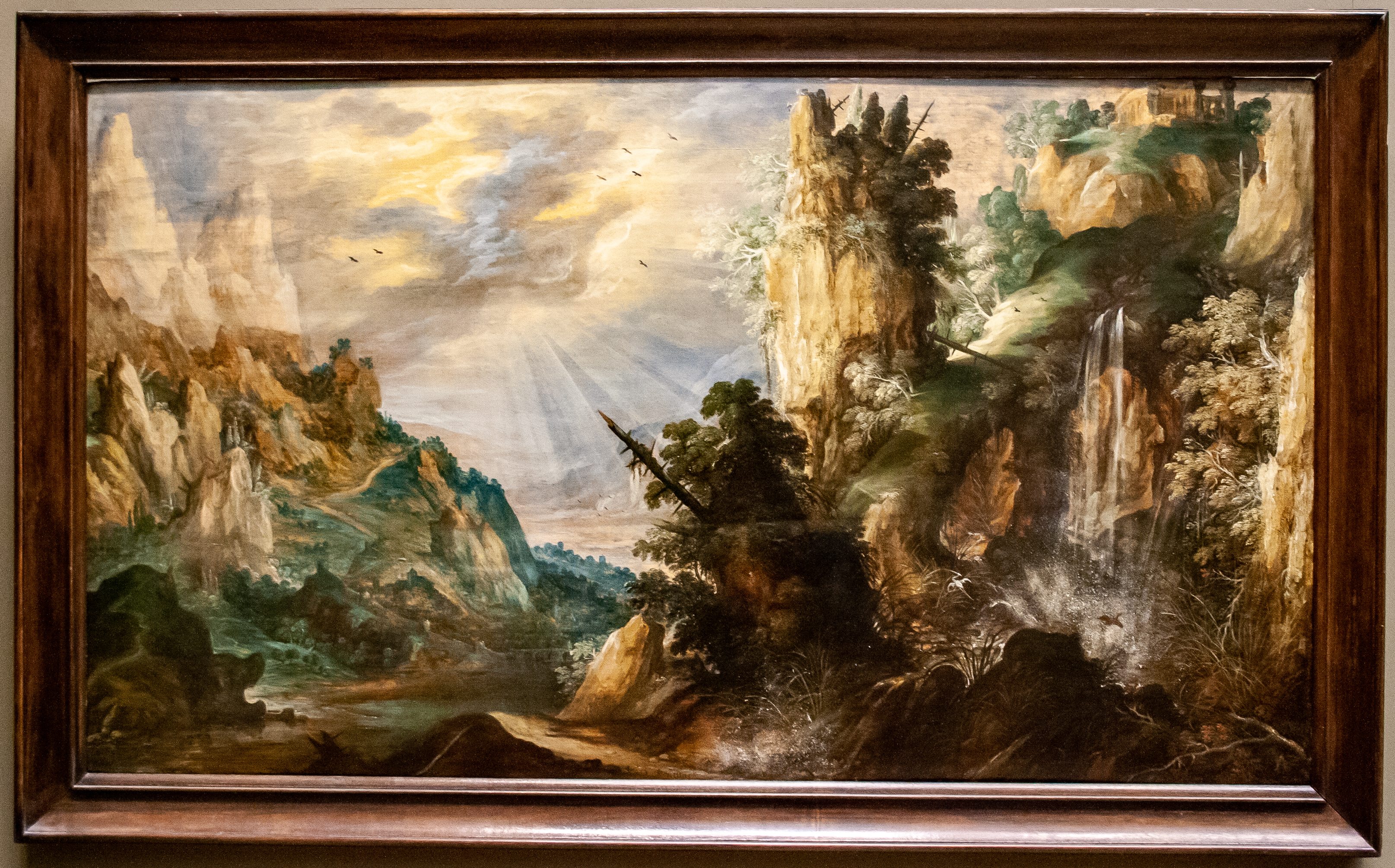
Hegyes táj vízeséssel – műve a Metropolitanben

Kerstiaen de Keuninck (Kortrijk, 1560 vagy 1551 – Antwerpen, 1632 vagy 1633) 16–17. századi flamand barokk festő, a manierizmus stílusának korszakában alkotott.

## Élete és munkássága
Apja Kortrijk városában volt kereskedő, damaszttal és más szövetekkel foglalkozott. Származását az antwerpeni Szent Lukács céh anyakönyvei is feljegyezték, ahol 1577-ben festőtanoncként, néhány évvel később pedig szabad mesterként jegyezték be. Ő maga is foglalkozott oktatással, tanítványa volt Carel de Ferrera (1599) és Engelbert Ergo (1629).
Kortársaitól eltérően soha nem járt Olaszországban tanulmányúton. Művészetére nagy hatást gyakorolt Roelant Savery, Joos de Momper és Gillis van Coninxloo.
Témái leginkább képzeletbeli tájképek, voltak, színházias fényeffektusokkal. Ezen kívül tüzekre és katasztrófákra szakosodott, legalább hét trójai tűzeset és öt szodomai tűz-ábrázolás fűződik a nevéhez. Témája és stílusa keveset fejlődött. Három festményét a kortrijki Broelmuseumban állították ki. Egyik alkotása a New York-i Metropolitan Művészeti Múzeumban látható.

## Fordítás
- Ez a szócikk részben vagy egészben  a   Kerstiaen de Keuninck című holland Wikipédia-szócikk ezen változatának fordításán alapul.  Az eredeti cikk szerkesztőit annak laptörténete sorolja fel. Ez a jelzés csupán a megfogalmazás eredetét és a szerzői jogokat jelzi, nem szolgál a cikkben szereplő információk forrásmegjelöléseként.